# Liberius
Liberius (zemřel 24. září 366) byl papežem katolické církve od 17. května 352 (podle Catalogus Liberianus 22. května) do 24. září 366.

## Život
Po smrti císaře Konstantina Velikého (306 až 337) se vládcem římského imperia stal Constantius II., který se od počátku soustředil na to, aby se křesťanství sjednotilo na jakési modifikované formě ariánského učení. Liberius, stejně jako jeho předchůdce Julius I., podporoval navrácení alexandrijského biskupa Athanasia a učinil závaznými závěry, ke kterým dospěl První nikajský koncil. Poté, co byl poražen a zabit v r. 353 usurpátor Magnetius, vyslal Liberius, v souladu s přáním většiny italských biskupů, své vyslance k císaři se žádostí, aby svolal nový koncil.
Constantius v té době pobýval v Galii a pod tlakem tamních biskupů, kteří podporovali odsouzení Athanasia, svolal synod do Arles. Tento koncil ovládli příznivci ariánství, kteří prosadili, že vrácení Atanáše do úřadu je možné pouze za podmínky, že přijme ariánský názor na Nejsvětější trojici.
Současně řada východních biskupů poslala císaři list namířený proti Athanasiovi. Císař vyslal zvláštního posla do Alexandrie a vyzval Athanasia, aby se dostavil k osobnímu slyšení. Athanasius si uvědomil, že je to past, a na výzvu nereagoval. Naopak svolal na konec května 353 koncil 80 egyptských biskupů, kteří odeslali císaři list na jeho obranu. Císař veřejně obvinil papeže Liberia, že zatajil list východních biskupů a brání smíření. Liberius odpověděl, že přečetl dopis východních biskupů na výročním koncilu v Římě, ale že dopis na obranu Athanasia podepsalo více biskupů, a proto není možné Athanasia odsoudit. Uvedl, že sám se neucházel o papežskou moc, ale když už byl zvolen, musí pokračovat v díle svých předchůdců, kteří ariánství odsoudili. Zpochybnil koncil v Arles a žádal o svolání nového koncilu, který by potvrdil nicejské vyznání víry.

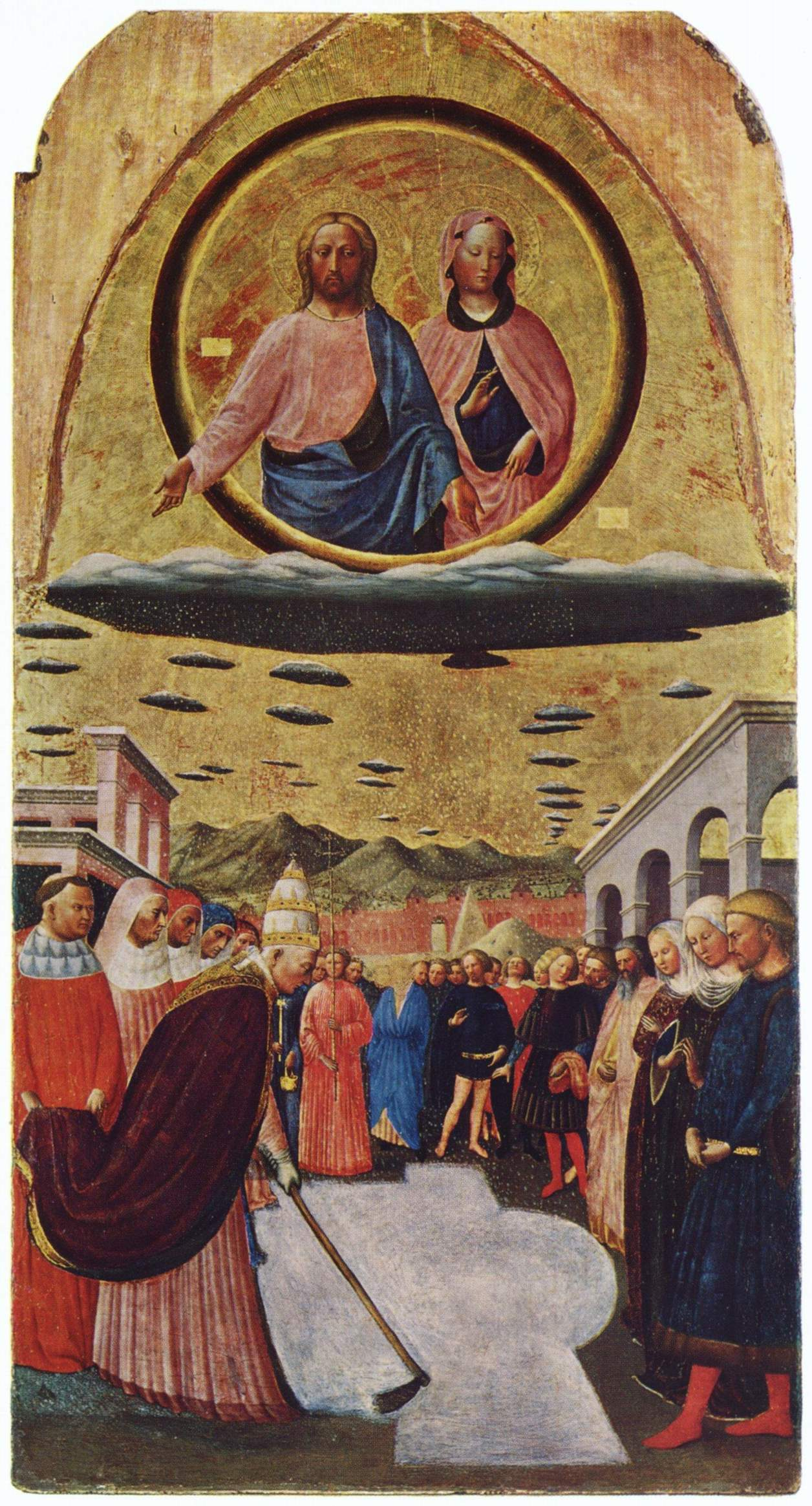
Masolino da Ponicale: Založení kostela Panny Marie Sněžné

Koncil se konal v Miláně roku 355. Konal se však v ovzduší teroru. Město bylo obsazeno císařským vojskem a řada Athanasiových přívrženců se na jednání ani nedostala nebo byla přímo poslána do vyhnanství. Synod znovu odsoudil Athanasia a na tomto základě žádal císař papeže Liberia, aby s rozsudkem vyslovil souhlas. Císař se nejprve pokoušel vynutit souhlas dary, později přešel k výhrůžkám a nechal poslat do vyhnanství několik Athanasiových přívrženců. Nakonec poslal do vyhnanství v thrácké Beroii (dnešní Bulharsko) i samotného papeže a zinscenoval volbu vzdoropapeže Felixe II. Tento nátlak již Liberius nevydržel a podrobil se císaři.
Své ponížení potvrdil na koncilu, který se konal v Sirmiu (dnes Sremska Mitrovica v Srbsku). Podepsal zde tzv. 3. sirmijskou formuli, vyznání víry blízké ariánskému učení, v němž se z nicejského vyznání víry vypustila slova „jedné podstaty s Otcem“. Poté byl císařem omilostněn a roku 358 se mohl vrátit do Říma. Vzdoropapež Felix II. byl sice své dočasné funkce zbaven, ale římská obec už zůstala rozštěpena.
Po smrti císaře Constantia se novým císařem stal Julianus (361–363), který usoudil, že spory zmítaná církev se jen těžko stane oporou říše, a vrátil se k uctívání starých římských bohů, kvůli čemuž si od křesťanů vysloužil přízvisko Apostata (=odpadlík).
Liberiovo selhání mělo pro něj velmi vážné důsledky. Titulárně byl sice stále biskupem římským, ale jeho vážnost nesmírně utrpěla. Na důležitý synod v Rimini v r. 359 nebyl ani pozván. Přesto, že po smrti císaře Constantina znovu odsoudil ariánské učení a vyzval k témuž i ostatní biskupy, nesl až do konce svého života cejch člověka, který v rozhodující chvíli nebyl schopen dostát svému poslání a bránit své přesvědčení. Byl papežem relativně dlouhou dobu. Jeho pontifikát trval 14 let, 4 měsíce a 6 dnů.
Liberius je prvním papežem v historii církve, který nebyl po smrti kanonizován. V 5. století bylo sice publikováno Martyrologium sv. Jeronýma, které se snaží omluvit Liberiovo chování a zařadit jej mezi svaté (jeho svátek byl stanoven na 23. září), ale oficiální církevní kalendáře jej nikdy jako svatého neuvedly. V ortodoxní církvi je jeho svátek slaven 27. srpna.

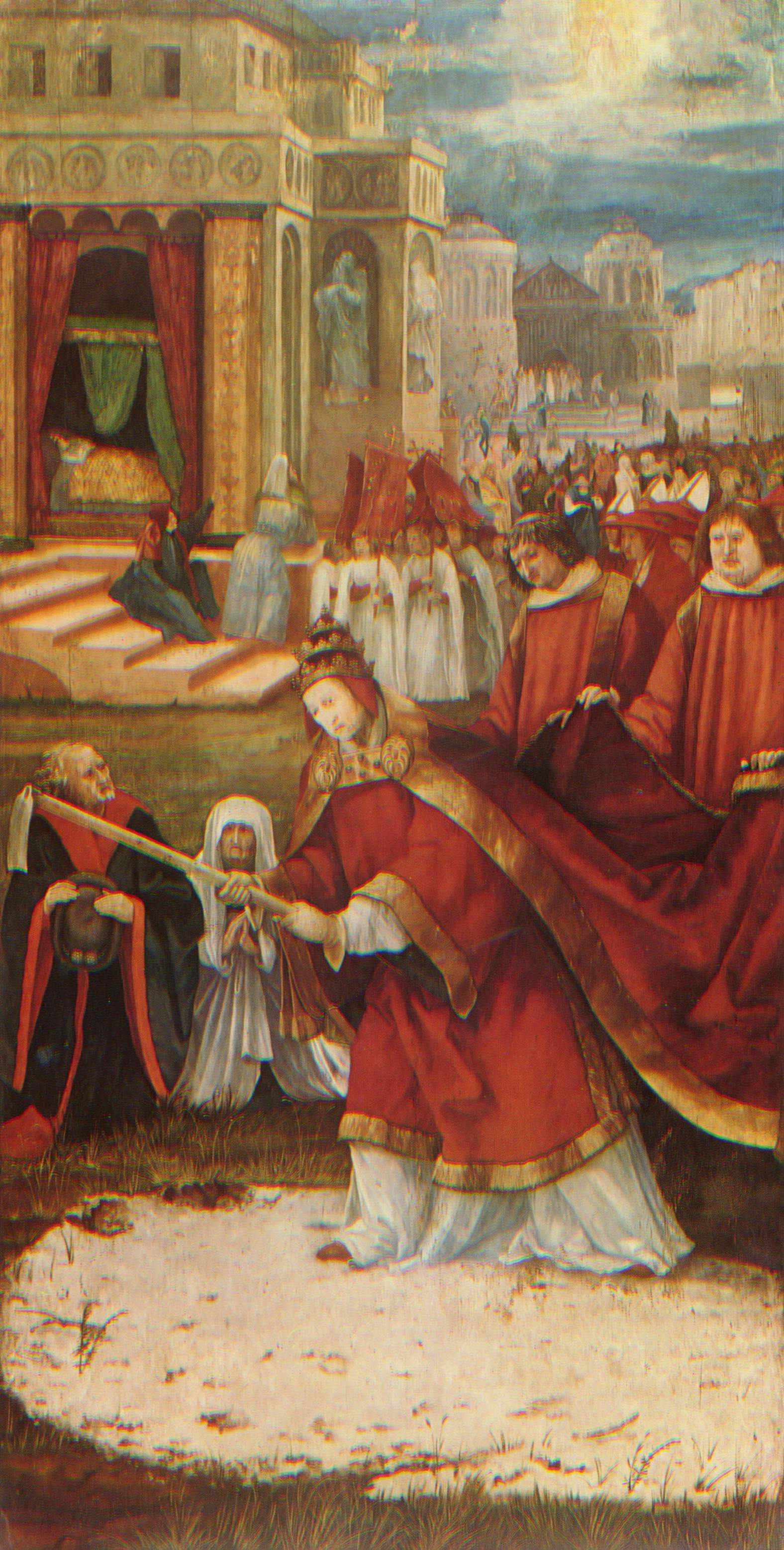
Mathias Grünewald: Založení kostela Panny Marie Sněžné

Za zmínku stojí, že Athanasius, který byl i přičiněním papeže Liberia již popáté zbaven biskupského místa a poslán do vyhnanství, nikdy nezpochybnil legalitu Liberia na papežském stolci.
Za vlády Liberia byl sestaven první seznam papežů známý a často citovaný jako Liber pontificalis a oficiální seznam mučedníků. Z jeho pontifikátu se datuje zákaz sňatků v postní době.
V Římě je znám zejména díky legendě, která se stala i častým námětem uměleckého ztvárnění. Podle této legendy přislíbil Liberius postavit chrám Panně Marii na místě, které mu bude označeno tak, že zde bude 5. srpna sněžit. Tím místem se stalo římské Esquilinum a byla zde postavena Basilica Liberiana – chrám Santa Maria ad Nives (chrám Panny Marie Sněžné). Chrám byl později přestavěn a dnes je jedním z hlavním římských chrámů a je znám jako chrám Santa Maria Maggiore.
Zemřel 24. září 366 a je pohřben v katakombách sv. Priscily.